# Parashiinoa cookeola
Parashiinoa cookeola is een eenoogkreeftjessoort uit de familie van de Shiinoidae. De wetenschappelijke naam van de soort is voor het eerst geldig gepubliceerd in 2009 door Izawa.